# Аль-Абдулджаббар, Умар
Умар Иса аль-Абдулджаббар (араб. عمير عيسى العبد الجبار‎; род. 3 апреля 1995, Катар), или просто Умар Иса — катарский футболист, полузащитник футбольного клуба «Катар СК».

## Клубная карьера
Воспитанник академии футбольного клуба «Катар СК». Дебютировал за основной состав клуба 11 декабря 2017 года в матче кубка Старс-лиги с «Аль-Харитиятом», выйдя на поле на 69-й минуте встречи, которая завершилась разгромным поражением 1:6. 4 августа 2018 года сыграл свою первую игру в чемпионате Катара. В поединке с «Аль-Гарафой» Умар Иса появился на поле на 63-й минуте, заменив Али Буджалуфа, отметившегося забитым мячом.

## Клубная статистика
| Выступление      | Выступление      | Выступление      | Лига | Лига | Кубки | Кубки | Конт.кубки | Конт.кубки | Итого | Итого |
| Клуб             | Лига             | Сезон            | Игры | Голы | Игры  | Голы  | Игры       | Голы       | Игры  | Голы  |
| ---------------- | ---------------- | ---------------- | ---- | ---- | ----- | ----- | ---------- | ---------- | ----- | ----- |
| Катар СК         | Старс-лига       | 2017/18          | 0    | 0    | 1     | 0     | 0          | 0          | 1     | 0     |
| Катар СК         | Старс-лига       | 2018/19          | 1    | 0    | 0     | 0     | 0          | 0          | 1     | 0     |
| Катар СК         | Старс-лига       | 2019/20          | 0    | 0    | 0     | 0     | 0          | 0          | 0     | 0     |
| Катар СК         | Итого            | Итого            | 1    | 0    | 1     | 0     | 0          | 0          | 2     | 0     |
| Всего за карьеру | Всего за карьеру | Всего за карьеру | 1    | 0    | 1     | 0     | 0          | 0          | 2     | 0     |